# Діссбах-бай-Бюрен
Діссбах-бай-Бюрен (нім. Diessbach bei Büren) — громада  в Швейцарії в кантоні Берн, адміністративний округ Зееланд.

## Географія
Громада розташована на відстані близько 20 км на північ від Берна.
Діссбах-бай-Бюрен має площу 6,3 км², з яких на 7,9% дозволяється будівництво (житлове та будівництво доріг), 59,7% використовуються в сільськогосподарських цілях, 32,3% зайнято лісами, 0% не є продуктивними (річки, льодовики або гори).

## Демографія
2019 року в громаді мешкало 994 особи (+11,6% порівняно з 2010 роком), іноземців було 9,6%. Густота населення становила 157 осіб/км².
За віковим діапазоном населення розподілялося таким чином: 23,5% — особи молодші 20 років, 59,4% — особи у віці 20—64 років, 17,1% — особи у віці 65 років та старші. Було 398 помешкань (у середньому 2,5 особи в помешканні).
Із загальної кількості 279 працюючих 113 було зайнятих в первинному секторі, 80 — в обробній промисловості, 86 — в галузі послуг.